# Vii
Vii（威力棒）はkensington（京仕敦）製造とされ、2007年12月に中華人民共和国で発売されたゲーム機。2008年にV-Sportsに名前を変えて恵安株式会社を通じて日本でも発売された。ただし、日本版のものは元祖Viiとは形が異なるものとなっている。製品名や本体およびコントローラーの形状などが2006年に任天堂が発売したWiiに類似している。

## 概要
価格は約986元（当時のレートで約1万5000円）。実売価格としては7980円で購入可能。製品名や本体の外見、リモコン型コントローラを使用するアイデアなどが任天堂のゲーム機であるWiiと類似している。Vii本体の重さは約400g。
画質は荒く、遊べるゲームソフトは内蔵されている12種類（日本版は11種類）と元からViiの箱に入っているロムカートリッジのみで、インターネットには対応していない。

### 内蔵ソフト
- ハッピーテニス
- 釣りゲーム
- フィーバーダンス（ダンスダンスレボリューションのクローン）
- パークゴルフ（パターゴルフ）
- 卓球
- ボウリング
- オムレツ作りゲーム（クッキングママのクローン）
- バードナイト（バルーンファイトのクローン）
- スマートダーツ
- 餌付けゲーム
- ファンタジーベースボール(Wii Sportsのベースボールのクローン)
- Free Craps（日本版には未収録）

### 付属ロムカートリッジ
- バブルブラスター（パズループのクローン）
- ジュエルマスター（コラムスのクローン）
- ピンボールフィッシュ
- スクワレルバブル（パズルボブルのクローン）
- ライトニングプラン (U.S.NAVY、ソニックウィングス、アルティメットエコロジーといったゲームのグラフィックを無断流用したシューティングゲーム）
- プラマー
- ミスターオニオン
- ドリームバブル（テトリスのクローン）
- ファイヤーファイター
- レンガ崩し
- 麻雀（日本版には未収録）

## バリエーション

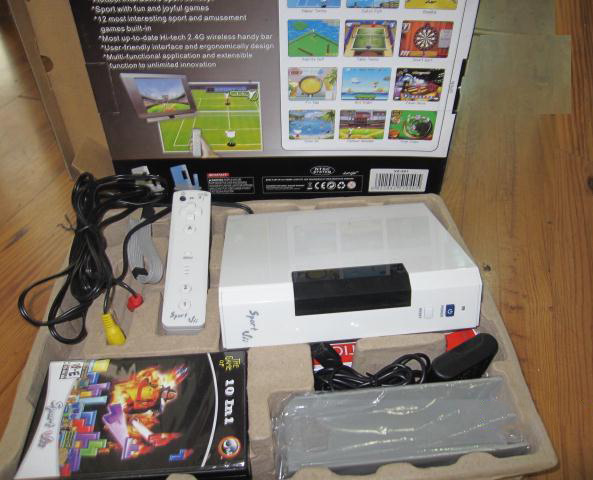